# 3948 Bohr
3948 Bohr eller 1985 RF är en asteroid i huvudbältet som upptäcktes den 15 september 1985 av den danska astronomen Poul Jensen vid Brorfelde-observatoriet. Den är uppkallad efter den danske fysikern och nobelpristagaren Niels Bohr.
Asteroiden har en diameter på ungefär 5 kilometer.